# Lövåsvallen
Lövåsvallen is een voetbalstadion in de Zweedse plaats Billingsfors. Het werd geopend in 1944 en is de thuishaven van de voetbalclub Billingsfors IK, welke wedstrijden speelde in de Allsvenskan in het seizoen van 1946 tot 1947. Het is tevens de thuishaven van het vrouwenvoetbalteam Stenfors BK. Lövåsvallen beschikt over houten tribunes.
Het stadion is te zien in de Zweedse film Offside uit 2006.